# Niels Scheuneman
Niels Scheuneman (Veendam, 21 de desembre de 1983) va ser un ciclista neerlandès, que fou professional des del 2002 al 2009.
És fill del també ciclista Bert Scheuneman.

## Palmarès
- 2001
  - 1r al Gran Premi Rüebliland
  - 1r al Keizer der Juniores
- 2002
  - Vencedor d'una etapa del Triptyque ardennais
- 2003
  - Vencedor d'una etapa a la Volta a Limburg amateur
- 2004
  - 1r al Noord Nederland Tour (ex aequo amb 21 corredors)
- 2008
  - Vencedor d'una etapa del Tour de Loir i Cher

### Resultats a la Volta a Espanya
- 2005. No surt (13a etapa)